# Verführung der Sirenen
Verführung der Sirenen (Originaltitel: Sirens) ist eine britisch-australische Filmkomödie von John Duigan aus dem Jahr 1994. Die Hauptrollen spielten Sam Neill, Hugh Grant und Tara Fitzgerald.

## Handlung
Mit seinem Gemälde „Die gekreuzigte Venus“ verursacht der Maler Norman Lindsay in Australien im Jahr 1930 einen Skandal: Auf dem Bild, das ausgestellt werden soll, ist eine nackte, gekreuzigte Frau zu sehen. Der anglikanische Priester Anthony Campion, gerade aus dem Vereinigten Königreich angereist, wird durch den Bischof von Sidney beauftragt, Lindsay zu besuchen und davon zu überzeugen, weniger anstößige bzw. blasphemische Motive zu wählen.
Gemeinsam mit seiner Frau Estella reist Campion daraufhin auf den Sitz des Künstlers in den Blue Mountains, New South Wales.
Dort treffen sie Lindsays Frau Rose, die beiden Models Pru und Sheela sowie das Dienstmädchen Giddy, die alle für Lindsay posieren. Die Gesellschaft wird komplettiert von Devlin, einem halbblinden „Gelegenheitsarbeiter“, der ebenfalls für Lindsay Modell steht.
Zunächst sind Anthony Campion und seine Ehefrau einerseits durch die offenen Gespräche über die menschliche Sexualität verstört, welche die Mitglieder der bohèmehaften Gruppe führen, und andererseits über die zahlreichen Momente im Studio wie auch außerhalb des Hauses, in denen sie nackten Mitgliedern von Lindsays Gemeinschaft begegnen. Der Konflikt mit ihrer eigenen Haltung offenbart sich, als Anthony und Estella die jungen Frauen nacktbadend im Pool auffinden und ihnen interessiert zuzuschauen, anstatt sich schamhaft beiseite zu drehen.
Dieses Motiv wird noch einmal wiederholt, als Estella Campions an einem Morgen mit den beiden Models sowie dem Dienstmädchen schwimmen gehen möchte, jedoch nur sie selbst und das Dienstmädchen Badekleidung tragen. Zusätzlich rüttelt es an ihrem Weltbild, dass die unbekleideten Models frei von Scham mit dem quasi-blinden Devlin flirten, der zwischenzeitlich am Ort des Geschehens aufgetaucht ist. Im weiteren Verlauf stößt Estella auf eine Situation, in der die beiden Models das Dienstmädchen streicheln, und schließt sich ihnen dabei an. Priester Campion entdeckt die Szene und beobachtet sie, ohne einzugreifen. Im Gegensatz zu ihm wird Estella – die in ihrer Ehe zwar Intimität und Körpereinsatz, aber keine Leidenschaft kennt – in ihrer Haltung zur Sexualität zunehmend von der sinnlichen Umgebung und der künstlerischen Bohème, die quasi Sirenenrufe darstellen, beeinflusst. So beginnt sie, mit moralischer Unterstützung der Models, auf einige der Impulse zu reagieren und besucht beispielsweise in der Nacht den halbblinden Devlin, der sie zum Orgasmus bringt – was jedoch zu Gefühlen von Reue am nächsten Morgen führt. Sie reagiert jedoch auch auf die Worte ihres Mannes, der zuvor ja den sinnlichen Moment zwischen den Frauen als Beobachter miterlebt hatte, und erlebt mit ihm einen Augenblick der Leidenschaft.
Wenig später wird das Finale des Films eingeläutet: Anthony Campion entdeckt auf einem Gemälde Lindsays eine Gruppe nackter Frauen, in der auch seine Partnerin zu sehen ist, was große Empörung hervorruft. Auch von einer Klage ist die Rede. Estella hingegen untersucht das Werk lediglich darauf, ob sie gut getroffen wurde und nimmt mit einer bejahenden Feststellung die Wucht aus der Empörung ihres Mannes.
Am darauffolgenden Tag verlassen Anthony und Estella den Sitz des Malers und auch dessen Gemeinschaft und reisen per Zug in einem Gemeinschaftsabteil. Als Ausdruck ihrer geänderten Haltung liebkost Estella mit ihrem strumpfbedeckten Fuß ihren Mann.

## Hintergrund
Die im Film gezeigten Bilder stammen von dem bekannten australischen Künstler Norman Lindsay (1879–1969). Gedreht wurde auf Lindsays tatsächlichem Landsitz. Auch die dort tatsächlich herrschende freizügige Lebensweise wurde in das Drehbuch eingearbeitet.

## Symbolik
Der Film ist nicht einfach als Komödie erklärbar. Der Konflikt zwischen Kirche und Sexualität wird mit Ironie gespiegelt. Halluzination und Traum bilden die Gedankenwelt der Pfarrersfrau ab. Die Schlange als Symbol der Verführung wird häufig gezeigt, ohne dass die Protagonisten sie wahrnehmen. Erst in Zeitungsberichten werden tödliche Bisse zitiert.

## Kritiken
Das Lexikon des internationalen Films schrieb, dass die Komödie nicht frei von Klischees sei. Sie wirke zum Teil „banal und übermäßig konstruiert“. Roger Ebert befand in der Chicago Sun-Times, dass die Handlung eher eine Beobachtung der Wandlung der Eheleute Campion sei. Er lobte jedoch die subtile Regie.
In der New York Times hielt Janet Maslin fest, dass Sirens am besten als ein „hochgeistiger Softcore-Tagtraum über die befreiende Sinnlichkeit der Kunst“ (englisch „best watched as a soft-core, high-minded daydream about the liberating sensuality of art“) betrachtet werden solle. Ansonsten grenze der Film oft an Dummheit und er überstrapaziere die symbolische Bedeutung von Schlangen. Gleichwohl sei es nicht schwer, den Film zu genießen.
Für die Washington Post konstatierte Hal Hinson, dass „Verführung der Sirenen“ „kein schrecklicher Film“ sei, sondern „ein eigentümlicher, durchaus wünschenswerter Art-House Hybrid“, quasi eine „Ehe zwischen Masterpiece Theatre“, eine Anthologie-Serie der nichtkommerziellen TV-Senderkette PBS, und „Baywatch“.

## Auszeichnungen
Die Komödie wurde 1994 für den Australian Film Institute Award in drei Kategorien nominiert. Zu den Nominierten gehörten Tara Fitzgerald und Rachel Portman.